# The Boy (filme de 2016)
The Boy (bra: Boneco do Mal; prt: The Boy - Segue as Regras) é um filme estadunidense de 2016, do gênero terror, dirigido por William Brent Bell e escrito por Stacey Menear.
Estrelado por Lauren Cohan e Rupert Evans, o filme teve as gravações iniciadas em 10 de março de 2015, em Vitória (Colúmbia Britânica).

## Recepção

### Bilheteria
Até 10 de abril de 2016, The Boy já havia arrecadado 35,8 milhões de dólares na América do Norte e 26,6 milhões em outros territórios, para um total mundial de 64 188 267 de dólares contra um orçamento de 10 milhões de dólares.
O filme foi lançado na América do Norte em 22 de Janeiro de 2016. O filme foi projetado para arrecadar 10-13 milhões de dólares em 2.671 cinemas em sua semana de estreia. O filme arrecadou 3,9 milhões em seu primeiro dia e 10,8 milhões em sua semana de estreia, terminando na quinta posição nas bilheterias.

### Crítica
Lançado nos cinemas estadunidenses em 22 de janeiro de 2016, o filme foi massacrado com críticas negativas, apontando erros no roteiro e na direção.
The Boy teve recepções negativas por parte da crítica especializada. No Rotten Tomatoes, o filme recebeu uma aprovação de 32%, com base em 37 avaliações, com uma classificação média de 4.2/10. No site Metacritic, o filme tem uma nota de 42 em 100, com base em 10 críticos.